# Azba
Azba (arab. عذبة, ʿAdhbah) – osada położona we wschodniej części Kataru, w prowincji Asz-Szamal.